# 小行星7747
小行星7747（英語：7747 Michalowski）是一颗围绕太阳公转的小行星。1987年9月19日，愛德華·鮑威爾在可可尼诺县发现了此天体。
这颗小行星的绝对星等为28.62177等。